# Questione di cuore
Questione di cuore és una pel·lícula italiana del 2009, escrita i dirigida per Francesca Archibugi i protagonitzada per Antonio Albanese i Kim Rossi Stuart. L’argument és basat lliurement en la novel·la d'Umberto Contarello, Una questione di cuore (publicada per Feltrinelli), la pel·lícula explica la història de l'amistat entre Angelo i Alberto, dos homes molt diferents, per origen social, cultura i forma de vida.
La pel·lícula es va estrenar als cinemes italians el 17 d'abril del 2009. Va recaptar 2 milions i mig d'euros.

## Argument
L'Angelo, un treballador de la carrosseria local, i l'Alberto, un guionista en crisi, pateixen un atac de cor i es troben compartint la mateixa habitació de l'hospital. A través de la malaltia, malgrat els seus diferents orígens socials i culturals, s'inicia entre tots dos una intensa amistat que els farà indispensables l'un per l'altre.

## Repartiment
- Antonio Albanese: Alberto
- Kim Rossi Stuart: Angelo
- Micaela Ramazzotti: Rossana
- Alessia Fugardi: Claudia
- Francesca Inaudi: Carla
- Andrea Calligari: Airton
- Nelsi Xhemalaj: Perla
- Chiara Noschese: Loredana
- Paolo Villaggio: Renato
- Stefania Sandrelli
- Carlo Verdone
- Ascanio Celestini
- Daniele Luchetti
- Paolo Sorrentino
- Paolo Virzì

## Reconeixements
- 2010 - David di Donatello
  - Nominació Millor actor principal a Antonio Albanese
  - Nominació Millor actor principal a Kim Rossi Stuart
- 2009 - Nastro d'argento
  - Premi L'Orèal Professionnel a Micaela Ramazzotti
  - Nominació Director de la millor pel·lícula a Francesca Archibugi
  - Nominació Millor productor a Marco Chimenz, Giovanni Stabilini i Riccardo Tozzi
  - Nominació Millor guió a Francesca Archibugi
  - Nominació Millor actor principal a Kim Rossi Stuart i Antonio Albanese
  - Nominació Millor escenografia a Alessandro Vannucci
- 2010 - Globo d'oro
  - Nominació al Millor actor a Antonio Albanese
  - Nominació al Millor actriu a Micaela Ramazzotti
- 2009 - Ciak d'oro
  - Millor actriu de repartiment a Micaela Ramazzotti[4]
  - Premi Suso Cecchi D'Amico a Francesca Archibugi
- 2009 XXX edició de la Mostra de València
  - Premi Pierre Kast al millor guió i a la millor interpretació masculina a Kim Rossi Stuart[5]